# سرخس البلوط
سَرْخَس البَلُّوط  أو العَلاَلَة (الاسم العلمي: .Asplenium adiantum-nigrum L) هي نوع نباتات من جنس الطُّحَال ومن الفصيلة الطُّحَالِيَّة ومن رتبة السرخسيات.